# Plęsy (województwo warmińsko-mazurskie)
Plęsy (niem. Plensen)– wieś w Polsce położona w województwie warmińsko-mazurskim, w powiecie bartoszyckim, w gminie Bartoszyce. W latach 1975–1998 miejscowość administracyjnie należała do województwa olsztyńskiego.
Wieś powstała w 1336 r. jako służebny majątek rycerski na 16 włókach. W 1889 r. majątek ziemski w Plęsach obejmował obszar 605 ha. Szkoła powstała w XVIII. W 1935 r. w szkole pracowało dwóch nauczycieli i uczyło się 112 uczniów. W 1939 r. we wsi mieszkało 369 osób. W 1983 r. we wsi było 16 domów ze 164 mieszkańcami. W tym czasie we wsi było 29 indywidualnych gospodarstw rolnych, które gospodarowały na łącznej powierzchni 328 ha, hodowały 223 sztuk bydła (w tym 120 krów), 173 sztuk nierogacizny i 26 koni. We wsi była świetlica i punkt biblioteczny.